# فرودگاه منطقه‌ای مارینگا

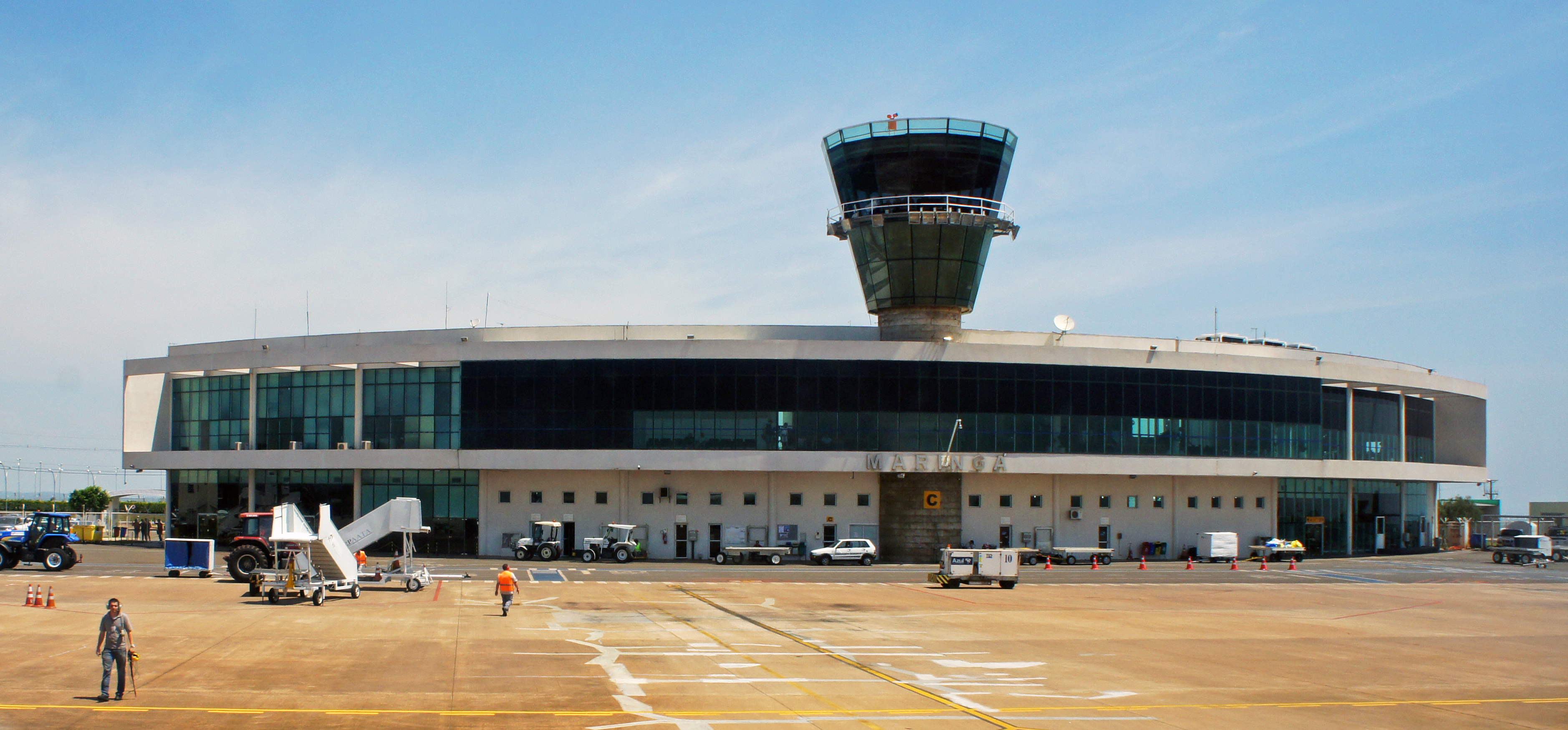
فرودگاه منطقه ای مارینگا

فرودگاه منطقه‌ای مارینگا (به انگلیسی: Maringá Regional Airport) (به زبان بومی: Aeroporto Regional Sílvio Name Júnior) یک فرودگاه همگانی ۵۰۹۲۹۰ با کد یاتا MGF است که یک باند فرود بله دارد و طول باند آن آسفالت متر است. این فرودگاه در شهر مارینگا کشور برزیل قرار دارد و در ارتفاع ۵۴۵ متری از سطح دریا واقع شده‌است.

## شرکت‌های هواپیمایی و مقصدهای پروازی
| شرکت‌های هواپیمایی     | مقصدهای پروازی                                          |
| --------------------- | ------------------------------------------------------- |
| آزول برزیلین ایرلاینز | ویراکوپوس-کامپیناس، آفونسو پنا                          |
| گول ایر ترنسپورت      | آفونسو پنا، کونگونیاس-سائو پائولو، سائو پائولو گوارولوس |